# Aymon Savojský
Aymon Savojský (15. prosince 1291, Chambéry – 22. června 1343, Montmélian), řečený Mírumilovný, byl v letech 1329 až 1343 savojským hrabětem.

## Život
Aymon se narodil jako mladší syn Amadea V. Savojského a jeho první manželky Sibyly z Bauge. Jeho starším bratrem byl hrabě Eduard Savojský.
V roce 1321 dohlížel na obléhání Corbières. Po smrti svého otce v roce 1323 se stal jako vazal svého bratra Eduarda pánem z Bresse.
Jako mladší syn šlechtické rodiny měl být Aymon předurčen církevnímu životu. V roce 1329, když Eduard bez mužského potomka zemřel, byl Aymon u dvora papeže Jana XXII. v Avignonu.
V roce 1329, krátce poté, co se stal hrabětem, zřídil komisi k urovnání územních sporů se svým bratrancem Amadeem III. ze Ženevy. Tyto spory byly mezi rodinami trvající po generace, ale dokázaly je vyřešit roky vyjednávání, aniž by se uchýlily k válce. Tak si Aymon vysloužil svou přezdívku „Mírumilovný“.
O titul savojského hraběte bojoval se svou neteří Johanou Savojskou, protože Savojsko fungovalo podle sálického zákona a nikdy nemělo vládkyni. Johanu podporoval její manžel Jan III. Bretaňský, který bojoval za její nároky. Jan s Johanou neměl žádné děti. Nakonec bylo dosaženo urovnání, kdy Aymon získal hrabství výměnou za poskytnutí peněžní platby Johaně.
Většinu svých prvních pár let své vlády strávil ve válce s dauphinem Guiguesem VIII. z Viennois, která se vracela již po generace. Poté, co byl Guigues zabit při obléhání La Perrière v roce 1333, podařilo se francouzskému králi Filipovi VI. vyjednat příměří mezi Aymonem a novým dauphinem Humbertem II., bratrem Guiguese.
V srpnu 1334, v průběhu stoleté války, poslal anglický král Eduard III. k Aymonovi vyslance, aby ho přesvědčil, aby se připojil v konfliktu na stranu Angličanů. Aymon se odmítl zavázat, protože držel statky jak v Anglii, tak v Normandii, takže byl technicky poddaným obou králů. V dubnu 1337 mu podobnou prosbu poslal francouzský král Filip. Aymon odpověděl, že nemůže jít bojovat do zahraničí, protože má stále územní spory s Dauphiné. Filip rychle urovnal trvalejší mír, když se Humbert pokoušel Dauphiné prodat. Aymon pak v letech 1339 až 1342 vedl své ozbrojené síly ve prospěch Francie. Často bojoval spolu s Amadeem III. ze Ženevy.
V roce 1330 Aymon zřídil kancléřský úřad pro správu úředních dokumentů. Financoval rozšíření pohřební kaple v klášteře Hautecombe, které probíhalo v letech 1331 až 1342. V roce 1340 ustanovil soudce, aby konkrétně řešili odvolání na úrovni mezi kastelány a jím, aby si v takových případech ulehčil práci.

## Manželství a potomci
Před sňatkem se stal Aymon otcem několika nemanželských dětí, které vyrůstaly v jeho domácnosti, a to i po jeho svatbě:
- Humbert Savojský
- Ogier Savojský
- Amadeus Savojský
- Benoît Savojský
- Jan la Mitre Savojský
- Jan Savojský
- Marie Savojská
- Donata Savojská, jeptiška
- Huguetta Savojská, jeptiška

V roce 1330 se devětatřicetiletý hrabě oženil s o dvacet sedm let mladší Jolandou Palaeologinou z Montferratu, vnučkou byzantského císaře Andronika II. Manželé spolu měli pět dětí, z nichž se dvě dožily dospělosti:
- Amadeus VI. Savojský (4. ledna 1334 – 1. března 1383), savojský hrabě, ⚭ 1355 Bona Bourbonská (1341–1402)
- Blanka Savojská (1337–1387), ⚭ 1350 Galeazzo II. Visconti (1320–1378), milánský vládce
- Jan Savojský (1338–1348), zemřel na mor
- Kateřina Savojská (*/† 1341)
- Ludvík Savojský (*/† 1342)

Jolanda zemřela 24. prosince 1342 při porodu. Aymon o několik měsíců později onemocněl a 22. června 1343 ve věku 51 let zemřel. Pohřben byl vedle své manželky v klášteře Hautecombe.